# Dolutegravir
El dolutegravir es un medicamento antirretroviral que pertenece al grupo de los inhibidores de la integrasa y se emplea para el tratamiento de adultos, adolescentes y niños mayores de 6 años de la infección por el virus de la inmunodeficiencia humana o VIH, agente causante del SIDA. Su uso fue aprobado por la FDA de Estados Unidos en agosto de 2013, y por la Comisión Europea en enero de 2014. Se vende en comprimidos de 50 mg, con el nombre comercial de Tivicay, está prevista su comercialización en comprimidos de 25 y 10 mg.

## Mecanismo de acción
El mecanismo de acción de dolutegravir se basa en inhibir la integrasa del Virus de la Inmunodeficiencia Humana (VIH), uniéndose a esta enzima y bloqueándola, impidiendo que el ADN viral creado por la acción de la transcriptasa inversa, se integre en el ADN de la célula humana. Posee el mismo mecanismo de acción que el raltegravir, elvitegravir y bictegravir. 

## Efectos secundarios
Algunos de los efectos secundarios más comúnmente observados son náuseas, diarrea y dolor de cabeza. Pueden producirse reacciones alérgicas y afectación de la función hepática en pacientes que están infectados por el virus de la hepatitis B o hepatitis C. Puede elevarse el nivel de creatinina sérica, alrededor de 0.11 mg/dL por inhibición de la secreción tubular de creatinina, pero sin disminución de la función renal ni del filtrado glomerular.

## Estudios de investigación
Uno de los principales trabajos de investigación realizados con dolutegravir, es el estudio Flamingo, en el que han participado cerca de 500 pacientes de varios países de Europa, Estados Unidos y Chile.